# Ned O’Keeffe
Ned O’Keeffe (eigentlich: Edward O’Keeffe, * 1. August 1942 in Ballindangan bei Mitchelstown, County Cork, Irland) ist ein ehemaliger irischer Politiker der Fianna Fáil.

## Biografie
O’Keeffe graduierte am Darra College in Clonakilty mit einem Abschluss in Sozial- und Agrarwissenschaften. Er konzentrierte sich auf die Schweinezucht. Im Mai 1982 ernannte ihn Taoiseach Charles Haughey für den Seanad Éireann. Aber schon bei den Wahlen im November 1982 im Wahlkreis Cork East erlangte er einen Sitz des Dáil Éireann und zog als Teachta Dála ins Unterhaus ein. Bei den nachfolgenden Wahlen konnte er seinen Sitz bis 2011 verteidigen. Von 1985 bis 1997 war er Mitglied im Cork County Council.
Der Taoiseach Bertie Ahern ernannte O’Keeffe in seiner ersten Regierung am 8. Juli 1997 zum Staatsminister für Lebensmittel im Landwirtschaftsministerium. Er trat im Februar 2001 zurück, weil er eines Interessenskonflikts überführt wurde. 2009 trat er erfolglos bei den Wahlen zum Europäischen Parlament an. 2011 zog O’Keeffe sich aus der Politik zurück.
2012 wurde er wegen Betrugs zu Lasten des Oireachtas durch falsche Telefonrechnungen festgenommen und im Dezember 2014 zu einer siebenmonatigen Bewährungsstrafe verurteilt.

## Persönliches
Mit seiner Frau Ann Buckley, die er 1965 heiratete und die 2017 verstarb, hatte er fünf Kinder, darunter die Söhne Kevin und Ciarán. Beide versuchten, 2015 die Nominierung für die Wahlen zum Dáil Éireann 2016 zu erreichen. Ciarán zog seine Kandidatur allerdings zurück und Kevin wurde gewählt.

## Quelle
- Eintrag auf der Homepage des Oireachtas